# 이네사 크라베츠
이네사 미콜라이우나 크라베츠(우크라이나어: Іне́са Микола́ївна Краве́ць, 러시아어: Ине́сса Никола́евна Краве́ц 이네사 니콜라예브나 크라베츠[*], 1966년 10월 5일~)는 우크라이나의 육상 선수로 주 종목은 멀리뛰기와 세단뛰기이다.

## 경력
당시 소련 소속인 우크라이나 소비에트 사회주의 공화국의 드니프로페트롭스크에서 태어났다. 1987년에 소련 국가대표 육상 선수로 발탁되었으며, 1991년 6월 모스크바에서 열린 즈나멘스키 추모 육상 대회 세단뛰기 종목에서 14.95m의 기록으로 우승하면서 세단뛰기 여자 세계 기록을 갱신하며 주목을 받았다.
소련 붕괴 후 우크라이나 국적을 취득했으며 1992년에는 다른 대부분의 소련 출신 스포츠 선수들처럼 독립국가연합 국가대표로 활약했다. 그 해 8월 스페인 바르셀로나에서 열린 1992년 하계 올림픽에 독립국가연합 소속으로 참가하였고, 멀리뛰기 종목에서 7.12m의 기록으로 독일의 하이케 드렉슬러의 뒤를 이어 은메달을 획득하였다.
1993년 흥분제 사용이 적발되어 국제 육상 경기 연맹에게 3개월 동안 선수 자격 정지 처분을 받았다.
크라베츠는 평소에 영국의 전설적인 세단뛰기 선수인 조너선 에드워즈의 경기 모습을 연구했으며 이로 인해 1995년 스웨덴 예테보리에서 열린 1995년 세계 선수권 대회 세단뛰기 경기에서 3차 시기에 15.50m를 기록하며 세계 기록을 갱신했다. 다른 선수들은 크라베츠의 기록을 뛰어넘지 못했기 때문에 우승을 차지했다. 이듬해인 1996년 여자 세단뛰기가 정식 종목으로 채택된 올림픽 대회인 미국 애틀랜타에서 열린 1996년 하계 올림픽에 참가했다. 이 대회에서 러시아의 인나 라솝스카야와 체코의 샤르카 카슈파르코바를 제치고 금메달을 획득하였으며, 올림픽 세단뛰기에서 우승한 최초의 여자 선수가 되었다.
2000년 7월에 크라베츠는 스테로이드 양성 판정을 받으며 2년 동안 선수 자격 정지 처분을 받았다.